# Mangifera
Genre
Mangifera est un genre de plantes de la famille des Anacardiacées. Les espèces produisent des mangues. Seule l'espèce Mangifera indica, le manguier, est cultivée.

## Liste des espèces
Selon BioLib (10 septembre 2020) :
- Mangifera altissima Blanco
- Mangifera blommesteinii Kosterm.
- Mangifera caesia Jack ex Wallich
- Mangifera decandra Ding Hou
- Mangifera foetida Lour.
- Mangifera griffithii Hook.f.
- Mangifera indica L.
- Mangifera khoonmengiana Kochummen
- Mangifera laurina Blume
- Mangifera macrocarpa Blume
- Mangifera magnifica Kochummen
- Mangifera odorata Griffith
- Mangifera pajang Kosterm.
- Mangifera parvifolia Boerl.& Koord.
- Mangifera pentandra Hook.f.
- Mangifera persiciforma C.Y.Wu & T.L.Ming
- Mangifera quadrifida Jack
- Mangifera rufocostata Kosterm.
- Mangifera siamensis Warburg ex Craib
- Mangifera subsessilifolia Kosterm.
- Mangifera swintonioides Kosterm.
- Mangifera sylvatica Roxburgh
- Mangifera torquenda Kosterm.
- Mangifera zeylanica (Blume) Hook

Selon Catalogue of Life (10 septembre 2020) :
- Mangifera acutigemma A.J.G.H.Kostermans
- Mangifera altissima Blanco
- Mangifera andamanica King
- Mangifera applanata A.J.G.H.Kostermans
- Mangifera austroindica A.J.G.H.Kostermans
- Mangifera blommesteinii A.J.G.H.Kostermans
- Mangifera bompardii A.J.G.H.Kostermans
- Mangifera bullata A.J.G.H.Kostermans
- Mangifera caesia Jack
- Mangifera caloneura Kurz
- Mangifera campnospermoides A.J.G.H.Kostermans
- Mangifera camptosperma Pierre
- Mangifera casturi A.J.G.H.Kostermans
- Mangifera cochinchinensis Engl.
- Mangifera collina A.J.G.H.Kostermans
- Mangifera decandra Ding Hou
- Mangifera dewildei A.J.G.H.Kostermans
- Mangifera dongnaiense Pierre
- Mangifera duperreana Pierre
- Mangifera flava Evrard
- Mangifera foetida Lour.
- Mangifera gedebe Miq.
- Mangifera gracilipes Hook.fil.
- Mangifera griffithii Hook.fil.
- Mangifera havilandi Ridl.
- Mangifera indica L.
- Mangifera inocarpoides Merr.& Perry
- Mangifera khasiana Pierre
- Mangifera khoonmengiana K.M.Kochummen
- Mangifera lagenifera Griff.
- Mangifera lalijiwa A.J.G.H.Kostermans
- Mangifera linearifolia (Mukh.) A.J.G.H.Kostermans
- Mangifera longipes Griff.
- Mangifera macrocarpa Bl.
- Mangifera magnifica K.M.Kochummen
- Mangifera mariana Buch.-Ham.
- Mangifera merrillii Mukherjee
- Mangifera minor Bl.
- Mangifera minutifolia Evrard
- Mangifera monandra Merr.
- Mangifera nicobarica A.J.G.H.Kostermans
- Mangifera odorata Griff.
- Mangifera orophila A.J.G.H.Kostermans
- Mangifera pajang Kosterm.
- Mangifera paludosa A.J.G.H.Kostermans
- Mangifera parvifolia Boerl.& Koord.
- Mangifera pedicellata A.J.G.H.Kostermans
- Mangifera pentandra Hook.fil.
- Mangifera persiciforma C.Y.Wu & T.L.Ming
- Mangifera pseudoindica A.J.G.H.Kostermans
- Mangifera quadrifida Jack
- Mangifera reba Pierre
- Mangifera rubropetala A.J.G.H.Kostermans
- Mangifera rufocostata A.J.G.H.Kostermans
- Mangifera similis Bl.
- Mangifera subsessilifolia A.J.G.H.Kostermans
- Mangifera sulavesiana A.J.G.H.Kostermans
- Mangifera sumbawaensis A.J.G.H.Kostermans
- Mangifera superba Hook.fil.
- Mangifera swintonioides A.J.G.H.Kostermans
- Mangifera sylvatica Roxb.
- Mangifera timorensis Bl.
- Mangifera transversalis A.J.G.H.Kostermans

Selon Tropicos (10 septembre 2020) (Attention liste brute contenant possiblement des synonymes) :
- Mangifera acutigemma Kosterm.
- Mangifera africana Oliv.
- Mangifera altissima Blanco
- Mangifera andamanica King
- Mangifera applanata Kosterm.
- Mangifera austroindica Kosterm.
- Mangifera austroyunnanensis H.H.Hu
- Mangifera axillaris Desr.
- Mangifera blommesteinii Kosterm.
- Mangifera bompardii Kosterm.
- Mangifera bullata Kosterm.
- Mangifera caesia Jack
- Mangifera caloneura Kurz
- Mangifera campnospermoides Kosterm.
- Mangifera camptosperma Pierre
- Mangifera casturi Kosterm.
- Mangifera collina Kosterm.
- Mangifera dewildei Kosterm.
- Mangifera flava Evrard
- Mangifera foetida Lourteig
- Mangifera gabonensis Aubry-Lecomte ex O'Rorke
- Mangifera glauca Rottb.
- Mangifera hiemalis J.Y.Liang
- Mangifera indica L.
- Mangifera khasiana Pierre
- Mangifera lalijiwa Kosterm.
- Mangifera laurina Blume
- Mangifera linearifolia (Mukh.) Kosterm.
- Mangifera longipes Griff.
- Mangifera minutifolia Evrard
- Mangifera monandra Merr.
- Mangifera nicobarica Kosterm.
- Mangifera odorata Griff.
- Mangifera oppositifolia Roxb.
- Mangifera orophila Kosterm.
- Mangifera paludosa Kosterm.
- Mangifera pedicellata Kosterm.
- Mangifera persiciforma C.Y.Wu & T.L.Ming
- Mangifera pinnata Desr.
- Mangifera pseudoindica Kosterm.
- Mangifera rubropetala Kosterm.
- Mangifera rufocostata Kosterm.
- Mangifera salomonensis C.T.White
- Mangifera siamensis Warb.ex Craib
- Mangifera subsessilifolia Kosterm.
- Mangifera sulavesiana Kosterm.
- Mangifera sumbawaensis Kosterm.
- Mangifera swintonioides Kosterm.
- Mangifera sylvatica Roxb.
- Mangifera transversalis Kosterm.
- Mangifera verticillatta Robinson,C.B.